# Sanford (Santa Fe)
Sanford is een plaats in het Argentijnse bestuurlijke gebied Caseros in de provincie Santa Fe. De plaats telt 1.965 inwoners.